# Egernia napoleonis
Egernia napoleonis är en ödleart som beskrevs av Gray 1838. Egernia napoleonis ingår i släktet Egernia och familjen skinkar. Inga underarter finns listade i Catalogue of Life.